# Bieber (Hoppecke)
Die Bieber ist ein 3,1 km langer, orografisch rechter Nebenfluss der Hoppecke im südöstlichen Stadtgebiet von Brilon. 

## Geographie
Der Bach entspringt etwa 800 m östlich von Brilon-Wald auch einer Höhe von 569 m ü. NHN. In überwiegend nordnordöstliche Richtungen abfließend mündet die Bieber nach 3,1 km Fließstrecke ohne Ortschaften zu berühren auf 413 m ü. NHN rechtsseitig in die Hoppecke. Die Mündung liegt etwa 200 m südlich der Ortslage Pulvermühle, die zum Stadtteil Gudenhagen-Petersborn gehört. Der Höhenunterschied zwischen Quelle und Mündung beträgt 156 m, was einem mittleren Sohlgefälle von 50 ‰ entspricht.

## Naturschutz
Der Lauf der Bieber liegt im Landschaftsschutzgebiet Hoppecke - Diemel - Bergland. Im Unterlauf fließt die Bieber im Naturschutzgebiet Mittleres Hoppecketal, welches entlang dem Bachlauf in das zuvor genannte Landschaftsschutzgebiet hereinragt.